# 横須賀パワーステーション
横須賀パワーステーション（よこすかパワーステーション）は、神奈川県横須賀市浦郷町にある火力発電所。

## 概要
2004年、東京瓦斯の関連会社である株式会社東京ガス横須賀パワーによって建設され、2006年から運転を開始した。発電所の運転業務は2022年2月まで東京発電に委託されていた。ガスタービンと蒸気タービンを組み合わせたガスタービンコンバインドサイクルによる火力発電を行い、発生電力を東京電力に売却していた。
2021年9月30日に各株主から新電力会社のエフビットコミュニケーションズへの全株主の譲渡が行われ、「株式会社エフビット横須賀パワー」へ商号変更された。

## 発電設備
1号機
- 発電方式：コンバインドサイクル発電方式
- 定格出力：23.97万kW
  - ガスタービン：16.8万kW × 1軸[4]
  - 蒸気タービン： 7.17万kW × 1軸
- 使用燃料：都市ガス
- 営業運転開始：2006年6月1日